# Mesene simplex
Mesene simplex is een vlindersoort uit de familie van de prachtvlinders (Riodinidae), onderfamilie Riodininae.
Mesene simplex werd in 1868 beschreven door H. Bates.